# Caerois arcesilaus
Caerois arcesilaus är en fjärilsart som beskrevs av Sulzer 1776. Caerois arcesilaus ingår i släktet Caerois och familjen praktfjärilar. Inga underarter finns listade i Catalogue of Life.